# Siapiccia
Siapiccia (sardinsky: Siapicìa, Siipicìa) je italská obec (comune) v provincii Oristano v regionu Sardinie. Nachází se ve výšce 64 metrů nad mořem a má 347 obyvatel. Rozloha obce je 17,93 km².